# Фалкао (футсалер)
Алесандро Роса Виеира (порт. Alessandro Rosa Vieira; 8. јун 1977), познатији као Фалкао (порт. Falcão), бивши је бразилски футсалер који је играо на позицији крилног нападача. Познат је по својим добрим вјештинама дриблинга и снажној и прецизној лијевој нози. Најбољи је стријелац свих времена у међународним утакмицама, са постигнутих преко хиљаду голова; проглашен је за најбољег футсалера на свијету четири пута (2004, 2006, 2011 и 2012), док је освојио златну копачку за најбољег стријелца Свјетског првенства 2004. године, као и два пута златну лопту, за најбољег играча Свјетског првенства — 2004. и 2008. Са репрезентацијом Бразила, два пута је освојио Свјетско првенство, три пута Амерички куп, десет пута Футсал гран при, а по једном Међународни куп, Куп нација и Куп Латинске Америке. Са клубовима, девет пута је освајао Футсал лигу, шест пута првенство Паулиста, пет пута првенство Метрополитан, по три пута Куп Сао Паула и Куп бразилских клубова, два пута првенство Јужне Америке и једном Копа либертадорес. Године 2016. добио је ФИФА признање за невјероватну каријеру.
Покушавао је да изгради и фудбалску каријеру; током 2001. био је на проби у Палмеирас, гдје није задовољио, док је 2005. одиграо двије утакмице за Сао Пауло, али се није снашао и вратио се футсалу.
Сматра се најбољим футсалером свих времена, као и Пелеом футсала, а учесник је и двије утакмице на којима је било највише гледалаца у историји футсала.

## Каријера
Футсал је почео да игра са 13 година, када је почео да игра за клуб из сјеверног дијела града — Гварапиру, гдје је провео три сезоне након чега је прешао у Коринтијанс и постао професионалац са 16 година. Године 1997. прешао је у клуб ГМ—шевролет, у власништву компаније General Motors. Године 1999. прешао је у Атлетико Минеиро, а затим у Рио де Жанеиро, док је 2000. прешао у Сао Пауло, а затим и у Банеспу. Током 2001. године, позвао га је фудбалски клуб Палмеирас на пробу; одиграо је 59 минута пријатељске утакмице против Фламенго де Гваруљоса и постигао је један гол, након чега је тражио измјену због јаких грчева. Након утакмице, изјавио је: „Потражићу савјете и послушати шта тренер има да ми каже. Можда сам погријешио, али мислим да сам показао одређене квалитете.“ Ипак, упркос обећању, није добио уговор од Палмеираса и вратио се футсалу у Банеспу.
Године 2003. прешао је у Жарагву, док је 2005. поново покушао да почне фудбалску каријеру. Његов брат Педро био је мајстор за клима уређаје, који је имао своју фирму. Уграђивао је уређаје у пребивалишту предсједника фудбалског клуба Сао Пауло — Марсела Жоувеа, са којим са којим је причао о свом брату и организовао им састанак. Жоуве је предложио Фалкау да без икакве претходне пробе потпише шестомјесечни уговор са клубом, што је он прихватио и дошао у тим у којем су били Рожерио Сени, Дијего Лугано, Сисињо и Графите. Жоува је довео Фалкаа из маркетиншких разлога, не питавши тренера Емерсона Леаа, коме се то није свидјело. Дебитовао је против Итуане и уписао је асистенцију. Навијачи су били одушевљени и скандирали су му, поручивши тренеру да хоће да он игра. На наредне двије утакмице није играо, а када није био у тиму ни на трећој утакмици заредом, навијачи су звиждали тренеру, након чега је изјавио да је Фалкао лош на тренинзима. Након што је то изјавио и Сисињо, навијачи су се смирили, Фалкао је повремено улазио у игру у наставку сезоне, након чега се вратио футсалу у Жарагву.
Године 2011. прешао је у Сантос, док је 2012. прешао у Интели, гдје је остао двије године. Током 2014. и 2015. играо је за Мадвереиру, Бразил кирин и Васко да Гаму. На дан 26. јуна 2015. привремено се придружио футсал тим Нотингем Фореста, како би играо на турниру у Кувајту. Године 2016. прешао је у индијски Ченај, са којим је учествовао на Азијском првенству у футсалу, на којем је постигао пет голова, након чега је завршио каријеру.
Године 2020. након четири године паузе, одиграо је једну утакмицу за Гремио и постигао хет трик.

## Репрезентативна каријера
За репрезентацију Бразила дебитовао је 1998. и играо је до 2018. постигавши 401 гол на 281 утакмици. На Свјетским првенствима 2004. и 2008. проглашен је за играча првенства. Са репрезентацијом, освојио је два Свјетска првенства — 2008. и 2012. На Свјетском првенству 2016. Бразил је прошао групну фазу са свим побједама, након чега је у осмини финала играо против Ирана. Фалкао је постигао три гола, али је утакмица завршена 4:4, а Иран је побиједио на шестерце. Одмах након утакмице, сви играчи Ирана су пришли Фалкау и почели да га бацају у вис, одајући му признање због тога што завршава каријеру. На првенству, постигао је десет голова, два мање од Рикардиња и добио је бронзану копачку, а са 48 голова укупно, постао је најбољи стријелац у историји Свјетског првенства.

## Успјеси

### Клупски
- Јужноамеричко првенство (2): 2001, 2004
- Футсал лига (9): 1999, 2005, 2007, 2008, 2010, 2011, 2012, 2013, 2014
- Куп бразилских клубова (3): 1998, 2003, 2004
- Куп Сао Паула (3): 1995, 1998, 2002
- Првенство Паулиста (6): 1995, 1997, 2000, 2001, 2014, 2017
- Првенство Минеиро (1): 1999
- Првенство Катариненсе (1): 2003
- Првенство Метрополитан (5): 1997, 1998, 1999, 2000, 2001
- Куп типер Сао Пауло: (2) 1997, 2001
- Копа либертадорес (1): 2005
- Шампионат Паулиста (1): 2005

### Репрезентација
- Свјетско првенство (2): 2008, 2012
- Мундијалито (1): 2001
- Куп нација (1): 2001
- Међународни куп рџ (1): 1998
- Амерички куп (3): 1998, 1999, 2011
- Јужноамеричке квалификације (2): 2000, 2008
- Латински куп (1): 2003
- Тајгерс турнир Сингапур (1): 1999
- Турнир у Египту (1): 2002
- Турнир на Тајланду (1): 2003
- Панамеричке игре (1): 2007
- Гран при де футсал (10): 2005, 2006, 2007, 2008, 2009, 2011, 2013, 2014, 2015, 2018
- КЛ свјетска серија 5s — Малезија (1): 2008
- ОДЕСУР игре (2): 2002, 2010

### Индивидуално
- Футсал играч године (4): 2004, 2006, 2011, 2012
- ФИФА златна копачка (1): 2004
- ФИФА златна лопта (2): 2004, 2008
- ФИФА сребрна лопта (1): 2008
- ФИФА бронзана копачка (1): 2016
- ФИФА награда за изузетну каријеру (1): 2016